# Der Todesjäger
Der Todesjäger (Originaltitel: Deathstalker) ist ein 1983 produzierter US-amerikanisch-argentinischer Barbarenfilm aus dem Genre der Fantasyfilme. Der Film hatte insgesamt drei Nachfolger (Mystor – Der Todesjäger II, Deathstalker III und Deathstalker IV) und bildet somit den ersten Teil einer Tetralogie.

## Handlung
Der gestürzte König Tulak bittet den Barbaren Deathstalker, welcher nach seinem eigenen Ehrenkodex lebt, sein von dem skrupellosen Usurpatoren und Magier Munkar entrissenes Königreich zurückzuerobern. Deathstalker willigt ein, nachdem ihm die Königstochter Codille bei Erfüllung des Auftrags als Ehefrau versprochen worden ist. Anschließend rettet er auf seiner Reise die Hexe Toralva vor den Schergen des Generals Kang, welche ihm offenbart, dass Munkar drei magische Gegenstände erringen wolle, die ihm die höchste Macht verleihen könnten: den Kelch der Magie, das Amulett des Lebens und das Schwert der Gerechtigkeit. Die ersten zwei besitzt dieser zwar schon, doch das Schwert selbst hat Toralva versteckt. Der Barbar gewinnt es, indem er den Wächter Salmoron von seinem Fluch erlöst. Gemeinsam mit dem Ritter Oghris und der Kämpferin Kaira reisen sie in das Zentrum des Königreichs, um an einem Turnier mit dem Preis um Munkars Erbe teilzunehmen.
Nach langen Kämpfen, in denen Kaira und Oghris den Intrigen Munkars zum Opfer fallen, gelingt es Deathstalker in einem letzten Duell, dem Magier die magischen Artefakte zu entwenden und die Tyrannei zu beenden.

## Kritik
„Im Staatswesen eines teuflischen Hexenmeisters bricht ein furchtloser Kämpfer die Tyrannei. Zum Ziel führen vor allem Kämpfe von extremer Blutrünstigkeit, die darin gipfeln, daß der Bösewicht gevierteilt wird.“

## Hintergrund
- Drehort war Argentinien.[2] Die Erstaufführung in Deutschland war am 13. Juli 1984.